# Takarékbank
A Takarékbank Zrt. a Takarék Csoport országos, univerzális kereskedelmi bankja, mérlegfőösszegét tekintve az ötödik legnagyobb magyarországi pénzintézet, amely több mint 1,2 millió ügyfelet szolgál ki, és az ország legnagyobb fiókhálózatát tartja fenn.
Korábban a takarékszövetkezeti integráció 1989-ben létrehozott központi bankját hívták Takarékbanknak, amely azonban 2019 áprilisa óta MTB Magyar Takarékszövetkezeti Bank Zrt. néven működik.
A Takarékbank elnök-vezérigazgatója Szabó Levente.
2023. április 30-án megszűnt, technikailag úgy, hogy a Takarékbank beolvadt az MKB-ba, és az egyesült entitás MBH Bank Nyrt. néven folytatja.

## A Takarékbank működése, céljai
A Takarékbank több mint 1,2 millió ügyfelet szolgál ki, mérlegfőösszege 2300 milliárd forint, hitelállománya eléri az 1400, betétállománya pedig az 1700 milliárd forintot (2019. novemberi adatok). Az ország legnagyobb, 750 fiókból álló hálózatát tartja fent, emellett 15 mobil bankfiók (Takarék-busz) járja a kistelepüléseket.
A Takarékbank saját meghatározása szerint a családok és generációk bankja, tipikus élethelyzetekre kínál komplex, innovatív megoldásokat családoknak, fiatalabb és idősebb nemzedékeknek, fővárosi és városi lakosoknak. Középtávú stratégiája szerint tovább erősíti pozícióit a kkv-k körében és az agráriumban, emellett nyit a fiatalabb és a városi, fővárosi lakosok, vállalkozók felé. Az országban messze a legnagyobb fiókhálózata révén továbbra is biztosítja a fővárosi és vidéki lakosok, vállalkozások és intézmények korszerű pénzügyi termékekkel való ellátását, hozzájárul az esélyegyenlőség megteremtéséhez és a vidék felzárkóztatásához. A közösségek bankjaként a helyi közösségek és vállalkozások fejlődését, egymás közti szerveződését, együttműködését, a helyi start-upok piacra lépését segíti elő.

## A Takarékbank története
2018. november 30-án a Takarék Csoport központi bankjának közgyűlése úgy döntött, hogy 2020-ra a meglévő 12 takarékszövetkezet, a három részvénytársasági formában működő bank, valamint a Takarék Kereskedelmi Bank több lépcsőben egyetlen univerzális kereskedelmi bankban egyesül.
Az új országos, univerzális kereskedelmi bank létrehozásának első lépéseként 2019. április 30-án három takarék egyesülésével létrejött az új Takarékbank Zrt., úgy, hogy a Pannon Takarék Bank Zrt. és a B3 TAKARÉK Szövetkezet beolvadt a Mohácsi Takarék Bank Zrt.-be, amely ezzel egyidejűleg Takarékbank Zrt.-re változtatta a nevét. Ugyanezzel a dátummal a Takarék Csoport központi bankja, az MTB Zrt. az új Takarékbankra ruházta át vállalati és lakossági számlaszerződés-, betét- és hitelállományait.
A második lépésben, 2019. október 31-én cégjogilag egyetlen országos, univerzális kereskedelmi bankban egyesült a megmaradt 11 takarékszövetkezet (a 3A Takarékszövetkezet, a Békés Takarék Szövetkezet, a CENTRÁL TAKARÉK Szövetkezet, a Dél TAKARÉK Szövetkezet, a Fókusz Takarékszövetkezet, a Hungária Takarék Takarékszövetkezet, a KORONA TAKARÉK Takarékszövetkezet, az M7 TAKARÉK Szövetkezet, a Nyugat Takarék Szövetkezet, a Pátria Takarékszövetkezet és a TISZÁNTÚLI TAKARÉK Takarékszövetkezet), valamint a Takarék Kereskedelmi Bank Zrt. és az addig regionálisan működő Takarékbank Zrt. A teljes informatikai egyesülés 2020 júniusában zárult.
2022. március 31-én egyesült a Budapest Bank és az MKB Bank, a tervek szerint ehhez a fúzióhoz csatlakozik majd 2023-ban a Magyar Takarék Bankholding Zrt. is. Az egyesült bankok MKB Bank Nyrt. néven működik majd tovább. A tulajdonos továbbra is a Magyar Bankholding Zrt. lesz.

## A Takarék Csoport
A Takarék Csoport a magyar pénzügyi rendszer meghatározó szereplője. A Magyar Bankholding részeként működő Csoport tagjai az MTB Magyar Takarékszövetkezeti Bank Zrt. (mint integrációs üzleti irányító szervezet), a Takarékbank Zrt. (mint a Csoport univerzális kereskedelmi bankja), a Takarék Jelzálogbank Nyrt. (mint szakosított hitelintézet), valamint egyéb, faktorálással, lízingeléssel, alapkezeléssel, informatikával és más kiegészítő pénzügyi szolgáltatásokkal foglalkozó társaságok, leányvállalatok. A Takarék Csoport szabályszerű és prudens működését a külön jogosítványokkal rendelkező Integrált Hitelintézetek Központi Szervezete (IHKSZ, korábbi nevén Szövetkezeti Hitelintézetek Integrációs Szervezete - SZHISZ) ellenőrzi és felügyeli. Az egyesült takarékok korábbi részjegyesei (tagjai) a 2018 végén létrejött Takarék Egyesült Szövetkezetbe (TESZ) vihették át tulajdonrészüket, amely a Takarékbank Zrt. egyik fő tulajdonosává vált. Így a TESZ megújult formában biztosítja a szövetkezeti működés és ezáltal a szövetkezeti értékek és hagyományok megőrzését a Csoportban, valamint a szövetkezeti részjegytulajdonosok részére a közösségi tulajdonból eredő előnyök elérését.